# Sammi Davis
Samantha „Sammi“ Davis (* 21. Juni 1964 in Kidderminster, Worcestershire) ist eine britische Schauspielerin und Fotografin.

## Leben
Sammi Davis begann ihre Schauspielkarriere 1986 und trat zunächst in Fernsehproduktionen auf. Ihre Darstellung einer jugendlichen Prostituierten in Mona Lisa (1986) wurde gewürdigt und auch ihre Rolle in Ken Russells Film Der Regenbogen (1989) fand positive Beachtung. Außerdem hatte sie 1987 wesentliche Rollen in Mike Hodges Auf den Schwingen des Todes und John Boormans Hope and Glory. Darüber hinaus übernahm sie von 1991 bis 1993 eine maßgebliche Rolle in der US-amerikanischen Fernsehserie Homefront, die in den Jahren 1991 und 1992 mit dem Primetime Emmy Award ausgezeichnet wurde. 1992 wurde sie für den Golden Globe Award als Beste Nebendarstellerin in einer Serie nominiert. 1995 war sie in der Episode Honeymoon Suite – Die fehlende Zutat des Films Four Rooms zu sehen.
1999 zog sich Davis für einige Jahre vom Filmgeschäft zurück, um mehr Zeit für ihre Familie zu haben. 2006 hatte sie einen Auftritt als Gaststar in der US-amerikanischen Fernsehserie Lost.
Sammi Davis heiratete 1991 den Regisseur Kurt Voss, von dem sie sich später scheiden ließ. Die beiden haben eine gemeinsame Tochter. Weihnachten 2008 zog sie zurück nach England. Sie heiratete am 21. Juni 2009 Simon Drew, einen TV-Produzenten für Kindershows. Heute lebt sie mit ihrer Familie in Sussex. Sie arbeitet zudem als Fotografin in Los Angeles.

## Filmografie (Auswahl)

### Spielfilme
- 1986: Mona Lisa
- 1987: Auf den Schwingen des Todes (A Prayer for the Dying)
- 1987: Hope and Glory
- 1988: Consuming Passions
- 1988: Der Biss der Schlangenfrau (The Lair of the White Worm)
- 1989: Der Regenbogen (The Rainbow)
- 1990: Horseplayer
- 1990: Jenseits der Schatten (Shadow of China)
- 1991: Die Alptraumbraut (The Perfect Bride)
- 1995: Four Rooms
- 1997: Stardust – Entscheidung in Hollywood (Stand-Ins)
- 1998: Zeit der Grausamkeit (Woundings)
- 1999: Soft Toilet Seats
- 2008: The Double Born

### Fernsehserien
- 1991–1993: Homefront (42 Episoden)
- 2006: Lost (1 Episode)